# Лондон, Мария Эдуардовна
Мария Эдуардовна Лондон (урождённая Левина; род. 22 марта 1968, Новосибирск) — российский журналист и общественный деятель.

## Биография
Являлась одной из телеведущих публицистической программы в Новосибирске «Кстати о погоде», которая выходит на телеканале «Регион-ТВ». Данная программа имеет хронометраж в три с половиной минуты, и ведущие в эфире высказывают своё мнение на злободневные и актуальные темы и новости, происходящие в России, а в конце передачи кратко информируют о погоде.
На телевидении с 1992 года, начала работу в эфире телекомпании НТН.
С декабря 1993 года — ведущая и главный редактор «Новостей» на телеканале НТН-4.
В 2020 году выдвинула свою кандидатуру на выборы в Совет депутатов Новосибирска на округе № 8 в составе коалиции «Новосибирск 2020».

## Семья
Отец Марии — Эдуард Михайлович Левин, преподаёт в музыкальной школе № 10 Новосибирска, создатель симфонического оркестра школьников новосибирского Академгородка.
Бывший муж — журналист и медиаменеджер Яков Рувимович Лондон (1964—2018). В браке родился сын Михаил. 2 января 1998 года на жизнь бизнесмена было совершено покушение. Яков Рувимович выжил, но остался на всю жизнь парализованным.